# Кіньєті
Кіньє́ті — найвища вершина Іматонгських гір та всієї держави Південний Судан.
Розташована на південному заході країни поблизу угандійського кордону. Висота гори 3187 м  над рівнем моря.
У 1949 році на Кіньєті були виявлені зразки рідкісної рослини Festuca elgonensis. На честь гори Кіньєті названий хамелеон гори Кінеті (Trioceros kinetensis), зникаючий вид.